# Saitō Takao
Pour les articles homonymes, voir Takao Saitō et Takao Saitō (directeur de la photographie).
Saitō Takao (斎藤 隆夫, 13 septembre 1870 - 7 octobre 1949) est un homme politique japonais membre de longue date de la Diète impériale, originaire de la préfecture de Hyōgo. Membre du parti Rikken Minseito, il prononce le 2 février 1940, un discours dans lequel il remet vivement en question la poursuite et la justification de la « guerre sainte » du Japon en Chine. Cette prise de position entraîne son expulsion de la Diète le 7 mars 1940. Son discours entraîne également la création de la Ligue des membres de la diète menant la guerre sainte par Fumimaro Konoe. Takao est réélu à la Diète en 1942. Après la reddition du Japon en 1945, il bénéficie d'une certaine attention comme l'un des rares hommes politiques véritablement honnête participant aux efforts de l'occupation alliée pour démocratiser le Japon.

## Source de la traduction
- (en) Cet article est partiellement ou en totalité issu de l’article de Wikipédia en anglais intitulé « Saitō Takao » (voir la liste des auteurs).